# Cataratas de Reichenbach
Las cataratas de Reichenbach (en alemán Reichenbachfall) son una serie de cascadas en el río Aar a la altura de la pequeña ciudad alpina de Meiringen (Suiza). 

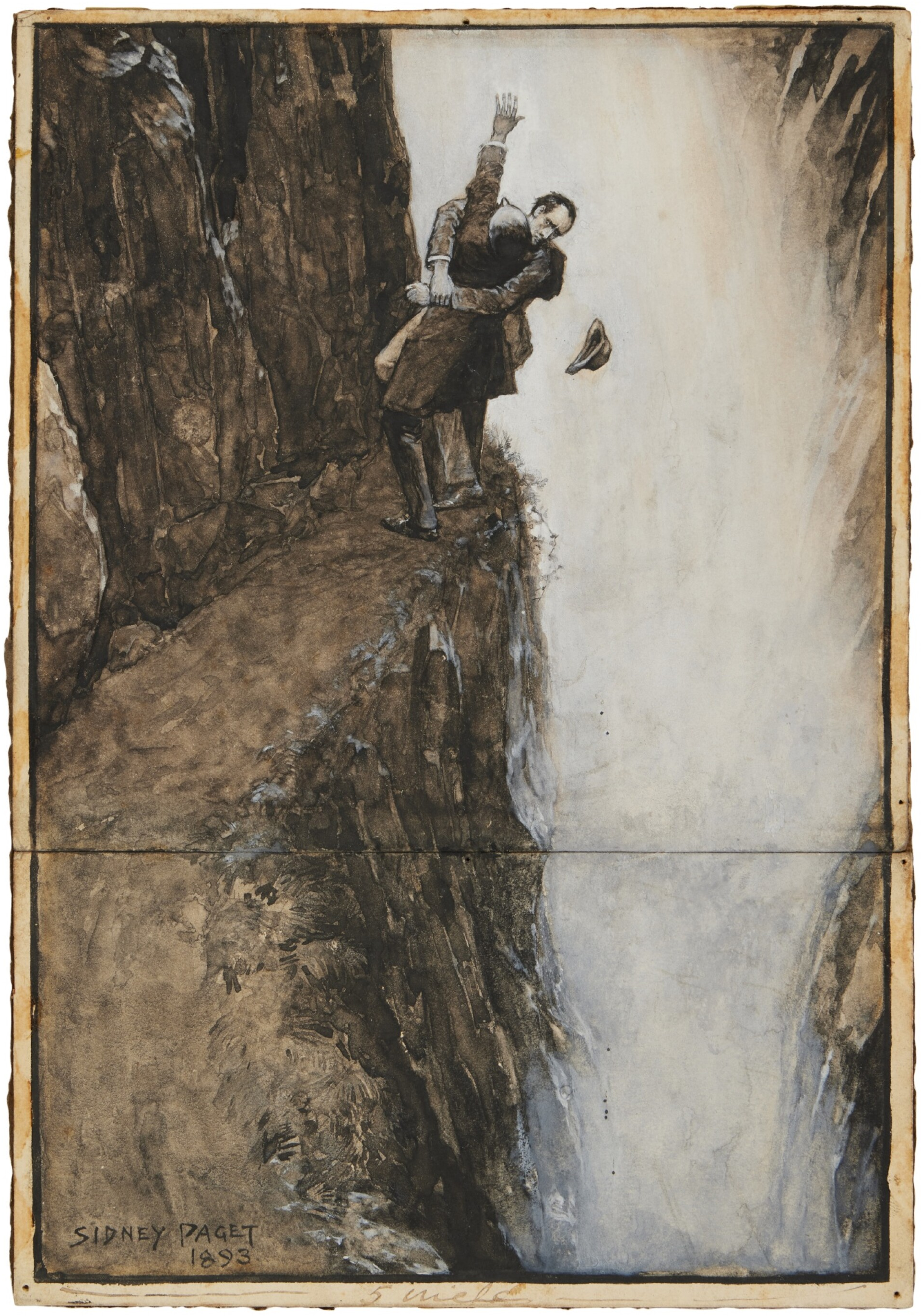
Sherlock Holmes y el profesor Moriarty cayendo por Reichenbach (ilustración de Sidney Paget).

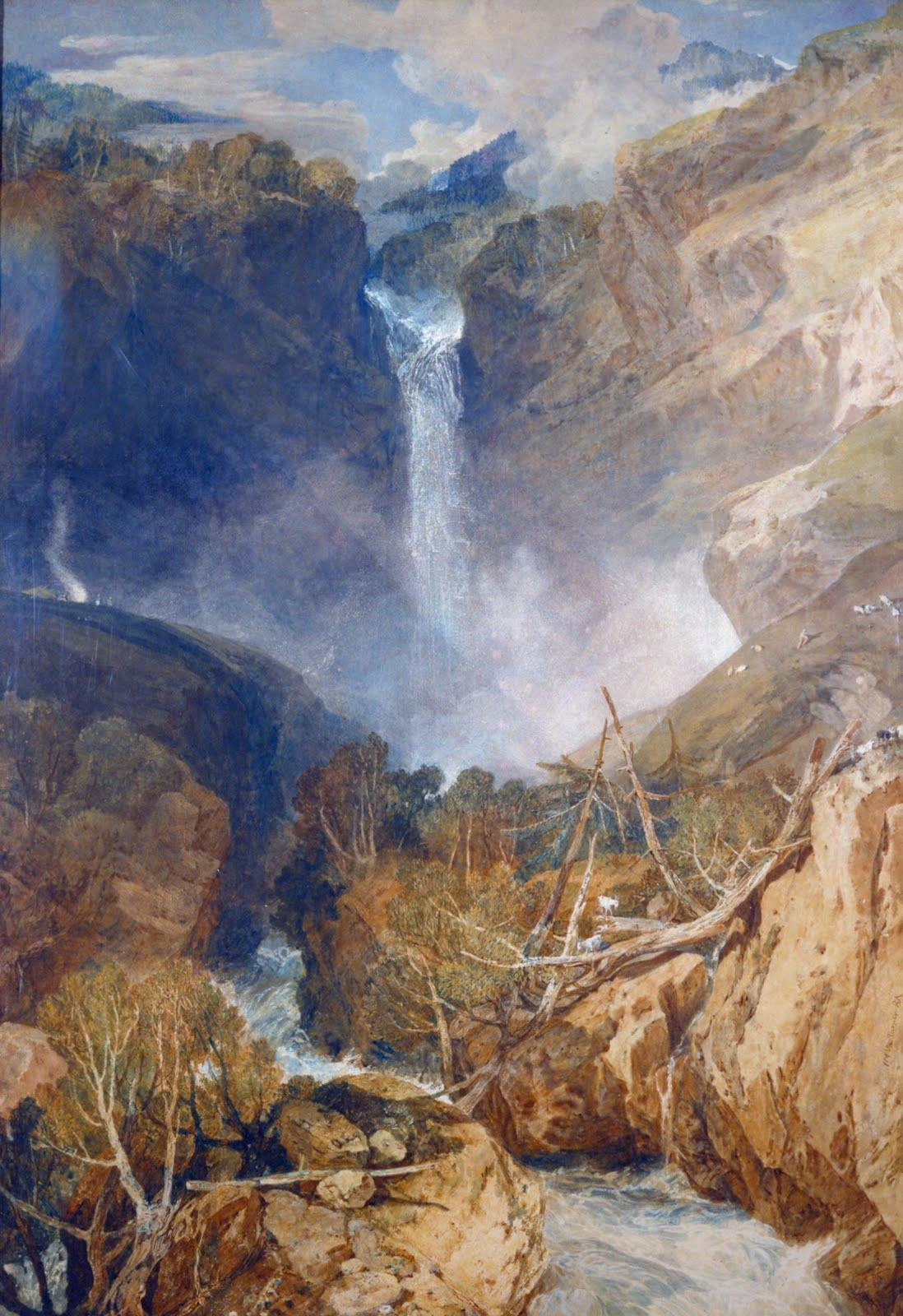
The Reichenbachfall, de J. M. W. Turner.

Las cataratas tienen una altura de salto de 250 metros; son unas de las cataratas más altas de los Alpes.
Hoy en día, para subir hasta ellas, se puede utilizar el funicular de Reichenbachfall.

## En la historia popular
Las cataratas son célebres debido al último relato de Las memorias de Sherlock Holmes, El problema final, escrito por Sir Arthur Conan Doyle.
El escritor escocés creó una de las escenas más famosas de la serie de Holmes, cuando el héroe y su némesis el profesor Moriarty caen al vacío en estas cataratas.
Se han realizado películas, series... que tienen una relación con las cataratas:
- En la película Sherlock Holmes: Juego de sombras (2011), aparecen las cataratas aunque son retocadas con un castillo que ha sido construido encima de la cascada. Aquí, Sherlock captura a Moriarty para matarle y se tiran al vacío.

- El episodio tercero de la segunda temporada de Sherlock de la BBC se titula The Reichenbach Fall y hace referencia a una adaptación de El problema final.

- El segundo episodio de la temporada diez de la serie Supernatural se titula Reichembach en referencia a la confrontación entre dos némesis: James Moriarty y Sherlock Holmes o, en el caso de la serie, Cole Trenton y el demonio Dean Winchester.

## J. M. W. Turner y las cataratas
En el siglo XIX, el pintor inglés J. M. W. Turner realizó unos cuadros sobre las cataratas.